# 埋忠明寿
埋忠 明寿（うめただ みょうじゅ、永禄元年（1558年） - 寛永8年5月18日（1631年6月17日））は江戸時代初期、慶長のころの山城国の刀工、刀剣金工。新刀以降の鍛刀法である水挫し法を考案したと言われ新刀鍛冶の祖と仰がれるほか、初代忠吉などの優れた弟子を育成することにも尽力し、埋忠一門の実質的な祖とも言われている。新刀最上作。三条宗近の末裔と称する。
元来が足利将軍家に仕える金工師であったためか、作刀数はごく少なく、現存する作刀の中では不動明王、倶利伽羅竜などの華麗な彫物のある短刀が多く、長物は国の重要文化財に指定されている相馬家伝来の太刀一口のみ。作柄としては刃文は直刃（すぐは）・湾れ刃（のたれば）などを焼く。元来は金工であるため、鍔、はばきなどの金工作品も評価が高い。
埋忠一門は刀剣と刀装具を製作するのみならず、刀剣鑑定の権威であった本阿弥家の鑑定を基に、古い太刀を打刀に切り詰めて仕立て直す磨上げの専門家集団でもあり、磨上げに伴って茎に金で象嵌した銘を施すなどもした。名刀に関するこれらの作業のうち1605年（慶長10年）から1660年（万治3年）までのものについては、刀剣集『埋忠刀譜』に刀剣の押形と共に詳細に記録されている。
2020年（令和2年）から2021年（令和3年）にかけて、大阪歴史博物館や刀剣博物館において、埋忠明寿とその一門をテーマとした展覧会「埋忠〈UMETADA〉桃山刀剣界の雄」が開催された。

## 代表作
重要文化財
- 太刀 銘山城国西陣住人埋忠明寿（花押）／慶長三年八月日他江不可渡之（京都国立博物館）
- 短刀 銘山城国西陣住人埋忠明寿／慶長拾三年八月吉日／所持新蔵重代（個人蔵）
- 短刀 銘山城国西陣住人埋忠明寿／慶長十三年三月日／所持埋忠彦八郎重代（個人蔵）
- 脇差 銘山城国西陣住人埋忠明寿作六十一歳／元和四年五月十一日（個人蔵）
- 柏樹文鐔 銘埋忠明寿（法人蔵）
- 葡萄蝶文鐔 銘埋忠明寿（個人蔵）